# Blücher-Kaserne (Hemer)

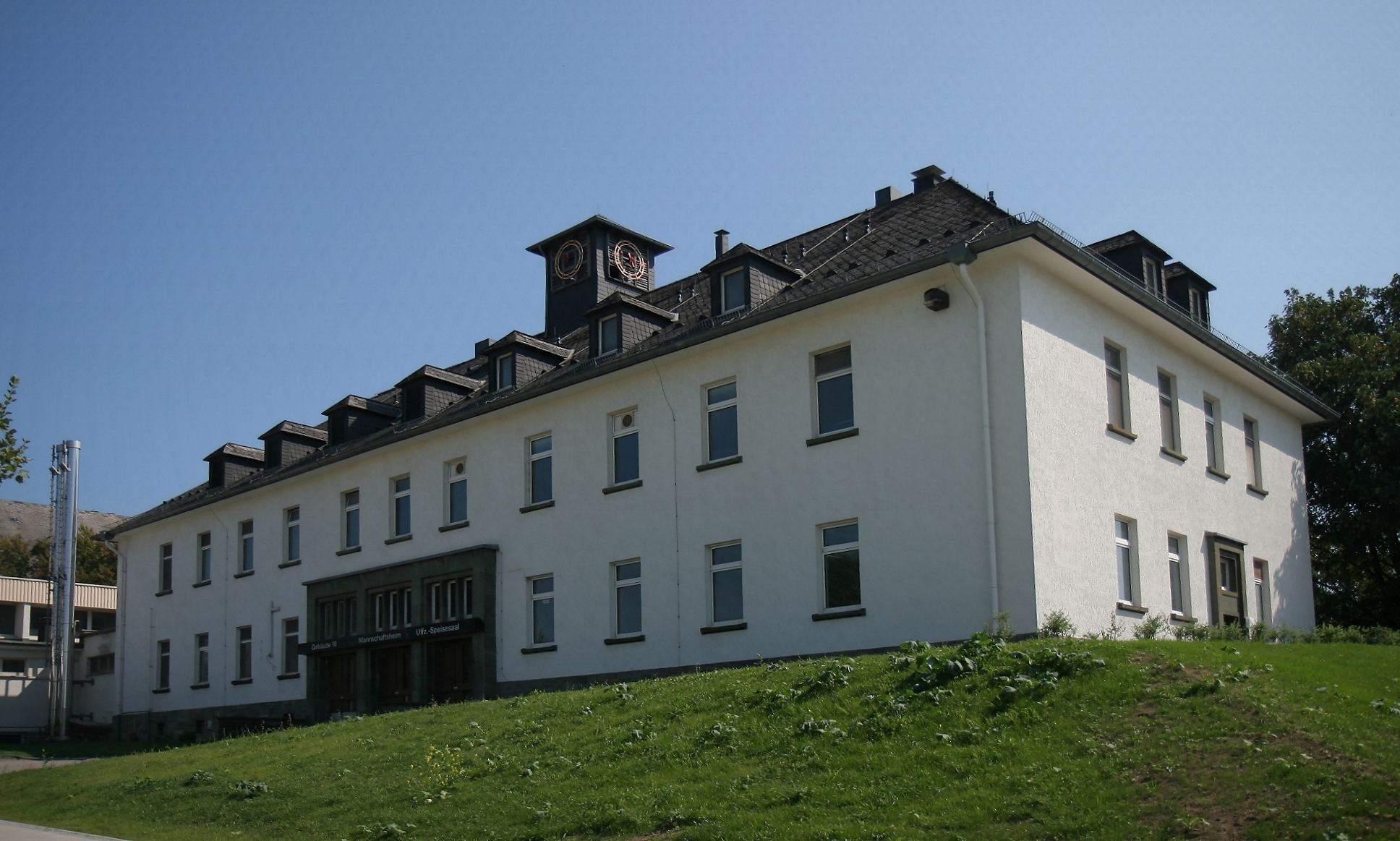
Ehemaliges Mannschaftsheim (2009)

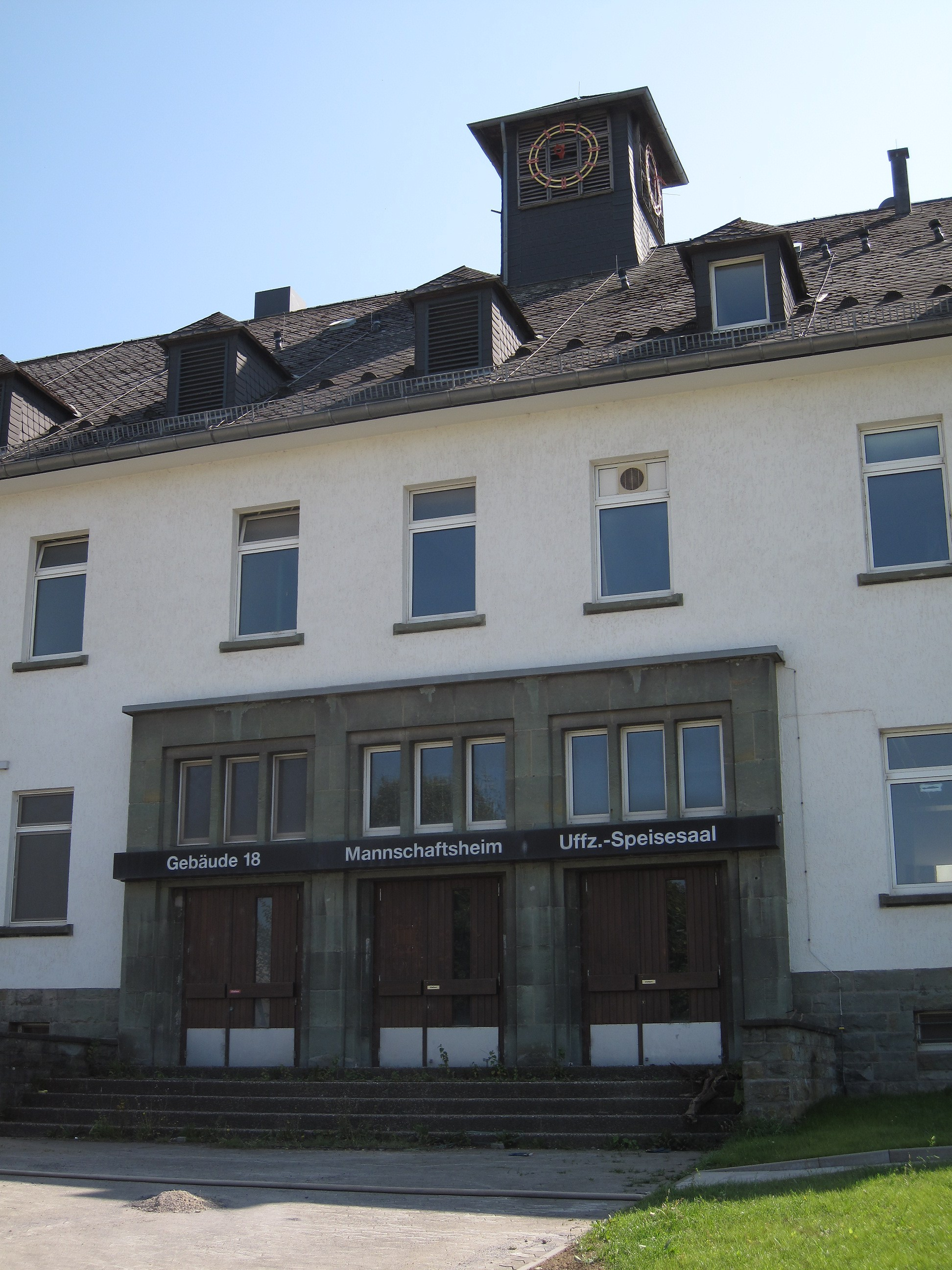
Eingang zum ehemaligen Mannschaftsheim (2009)

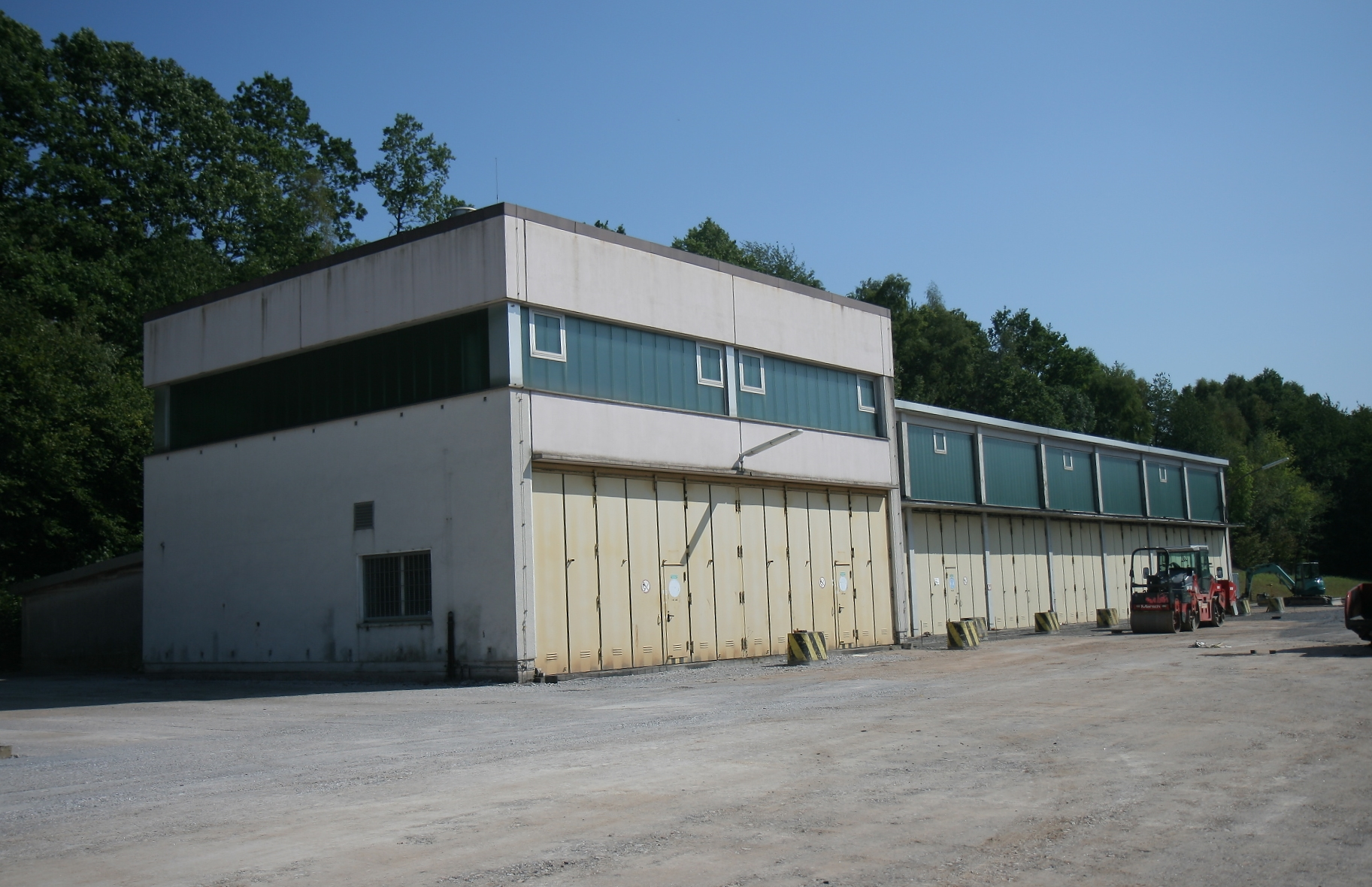
Frühere Panzerhalle (2009)

Die Blücher-Kaserne war ein Standort der Bundeswehr in der nordrhein-westfälischen Stadt Hemer (Märkischer Kreis). 1956 zogen die ersten Soldaten in die Kaserne ein, 2004 gab Verteidigungsminister Peter Struck die Aufgabe des Standortes bekannt. Die Kaserne lag östlich der Hemeraner Innenstadt auf dem ehemaligen Gelände des Stammlagers VI A. Im Jahr 2010 fand dort die Landesgartenschau Hemer statt. Das Gelände war 30 Hektar groß.

## Geschichte
Im Herbst des Jahres 1934 hatte der Reichsfiskus Getreidefelder in Apricke erworben, um sie als Übungsgelände für die Wehrmacht nutzen zu können. Vorausgegangen war im Januar 1934 in Iserlohn, dass der Bau von drei Kasernen, die späteren Blücher-, Winkelmann- und Seydlitz- bzw. Corunna-Kasernen, beschlossen worden war, aber Truppen erst nach Iserlohn verlegt werden sollten, wenn das Apricker Feld ebenfalls zur Verfügung stehen würde. Im Oktober 1934 kam dann hinzu, dass ein Ergänzungsbataillon in Hemer stationiert werden sollte. Dieses wurde ab Sommer 1935 in seit Dezember 1934 eigenes dafür gebauten Baracken im Zentrum von Hemer untergebracht. In den späten 1930er-Jahren entstanden dann unterhalb des Jübergs die ersten Kasernengebäude, als die Wehrmacht die Panzerkaserne in Hemer baute. Nach Kriegsbeginn wurden die Planungen geändert und das Gelände als Stammlager VI A genutzt. Nach der Befreiung des Lagers durch die US-Armee richteten sie das Internierungslager Camp Roosevelt ein und übergaben dies den Briten, die es dann als Civil Internment Camp No 7 bezeichneten. Zwischen 1946 und 1956 befand sich dort die belgische Casernes Ardennes, das die britische 49th Infantry Division an die belgische 2nd Belgian Infantry Division übergeben hatte.
Als 1956 die Allgemeine Wehrpflicht eingeführt wurde, war Hemer einer der ersten Standorte der Bundeswehr. Am 1. Juli 1956 zog das erste Panzerbataillon in Hemer ein, am 12. Januar 1957 folgte als weiterer Großverband das Panzergrenadierbataillon 13 aus Schleswig. Die vorher als Jübergkaserne und danach zeitweise als Panzerkaserne bezeichnete Einrichtung wurde 1964 nach dem preußischen Generalfeldmarschall Gebhard Leberecht von Blücher benannt. Aus dem Panzerregiment 100, das 1970 anrückte, entwickelte sich durch verschiedene Umstrukturierungen und Zusammenlegungen 1975 die Panzerbrigade 20 „Märkisches Sauerland“.
Nach dem Fall des Eisernen Vorhangs veränderte sich auch in Hemer die Struktur der Bataillone. Einige Bataillone wurden aufgelöst, dafür wurde eine Fahrschule, Sanitätskompanien und ein Ausbildungszentrum eingerichtet. 2004 gab Verteidigungsminister Peter Struck die Auflösung des Standortes und die Verlegung der meisten Truppen nach Augustdorf bekannt. Bis 2007 wurde die Kaserne im Zuge der Umstrukturierung der Bundeswehr geschlossen. Am 23. Januar 2007 fand die offizielle Abschiedsveranstaltung statt, am 2. Oktober übergab die Bundesanstalt für Immobilienaufgaben das Gelände der Stadt Hemer.
Zehn auf dem Gelände befindliche Unterkunftsgebäude stammten zu diesem Zeitpunkt noch aus dem Jahr 1935, zwölf Verwaltungsgebäude aus den Jahren 1935 bis 1985. Die im November 2006 vorhandenen 14 Hallen, Lagergebäude, Depots und Garagen wurden in den Jahren 1975 bis 1985 erbaut. Drei weitere Gebäude der technischen und sozialen Infrastruktur stammten aus den 80er-Jahren.
Zum Standort gehörten neben der eigentlichen Liegenschaft die Standortübungsplätze Deilinghofen (der sich oberhalb der Kaserne befand) und Ostsümmern sowie die Standortschießanlage Landhausen. Des Weiteren befand sich in Hemer eine Außenstelle der Standortverwaltung Unna.
Die Gruppe der Ehemaligen, Reservisten, Hinterbliebenen des Deutschen Bundeswehrverbandes blieb in Hemer bestehen.
Im Oktober 2007 erwarb die Stadt Hemer das Kasernengelände. Das Gelände wurde unterteilt in die Gebiete KulturQuartier in der Landesgartenschau, WohnQuartier an den Stadtterrassen, LGS Hemer 2010 – Stadtterrassen und Felsenpark und GewerbeQuartier am Felsenpark. Von letzterem Gebiet verkaufte die Stadt im Mai 2008 eine Teilfläche für die Realisierung eines Gewerbeclusters im Bereich des Sicherheits- und Katastrophenschutzes.

## Nutzungsänderung
Im Rahmen der Konversion fand auf dem ehemaligen Kasernengelände unter anderem die Landesgartenschau 2010 statt, die von der Stadt Hemer ausgerichtet wurde und über eine Million Besucher verzeichnete. Der Nachfolgepark trägt seit dem 1. Februar 2011 die Bezeichnung Sauerlandpark Hemer.
Der Umzug des Hemeraner Woeste-Gymnasiums in die ehemalige Blücher-Kaserne war geplant, kam aber nicht zustande. Ein Umzug sollte nach einer Machbarkeitsstudie weniger als ein Ausbau am alten Standort kosten. In diesem Fall wären aber keine Extra-Fördermittel des Landes geflossen. Hemer hätte die rund 26 Millionen Euro für den Umzug mit deutlich geringerer Förderung bestreiten müssen. Im April 2009 zog die Regenbogenschule, eine Förderschule mit Schwerpunkt Sprache, in das von Grund auf renovierte Gebäude zwölf, das zuvor das Stabsgebäude des Panzerbataillons 203 war. Die Kosten für den Umzug von Menden nach Hemer wurden vom Märkischen Kreis mit knapp drei Millionen Euro veranschlagt. Wegen festgestellter Schadstoffbelastung in vier Klassenräumen schloss die Kreisverwaltung die Regenbogenschule am 10. Juni 2010 bis auf weiteres. Im Frühjahr 2011 wurde die Schule wiedereröffnet.
Auf einem weiteren Teil des Kasernengeländes befindet sich seit März 2009 das Zentrum für Sicherheits- und Katastrophenschutztechnik (ZSK), das zu unterscheiden ist vom eingetragenen Verein „Gesellschaft der sicherheits- und wehrtechnischen Wirtschaft“. Dieser technische Bereich der Blücher-Kaserne mit rund 106.000 m² wurde 2008 von der GSW-Consulting GmbH, Gesellschaft für Beratung der sicherheits- und wehrtechnischen Wirtschaft erworben, die das Standortmanagement des ZSK übernommen hat. Über das Vermögen der GSW-Consulting wurde durch Beschluss des Amtsgerichtes Hagen vom 18. März 2011 das Insolvenzverfahren eröffnet.

## Verbände und Einheiten in der Blücher-Kaserne
- Panzergrenadierbataillon 13, 1957 bis 1959, danach umgegliedert und umbenannt in Panzergrenadierbataillon 203.
- Panzerbataillon 120, 25. März 1970 – 1975, danach umbenannt in Panzerbataillon 203
- Panzerbataillon 201, 1981 bis 1992 (aufgelöst)
- Panzerbataillon 203, 1975 bis 2007 (verlegt nach Augustdorf)
- Panzerbataillon 204, bis 2002, Aufwuchs-Btl (aufgelöst)
- Panzergrenadierbataillon 201 (nicht aktiv), 1981 bis 1992 (aufgelöst)
- Panzergrenadierbataillon 202, 1. April 1965 bis 25. März 1970, Umformierung in das Panzerbataillon 120.
- Panzergrenadierbataillon 203, 1959 bis 31. März 1965, umbenannt in Panzergrenadierbataillon 202
- Panzerjägerkompanie 200 (aufgelöst)
- Panzerpionierkompanie 200, 1976 bis 2006 (verlegt nach Augustdorf)
- Kraftfahrausbildungszentrum Hemer (bis 2006, verlegt nach Ahlen)
- 4. Kompanie des Sanitätsregiment 22 (vormals 6./SanRgt 7, (vormals 6./SanBtl 7) angehörig dem SanRgt 22 Hamm, verlegt nach Ahlen)
- 7. Kompanie des Sanitätsregiment 22 (vormals 8./SanRgt 7, (vormals 7./SanBtl 7) angehörig dem SanRgt 22 Hamm, verlegt nach Ahlen)
- Reserve-Lazarettgruppe 7315, bis 2007 (Das LazRgt 73 wurde zum 31. Dezember 2007 aufgelöst)
- Standortsanitätszentrum Unna, Außenstelle Hemer (bis 2007 aufgelöst)
- Ausbildungszentrum Personal in integrierter Verwendung 1 (unterstellt dem Panzerbataillon 203) (AusbZPersIntegrVwdg 1, aufgelöst zum 30. April 2004 gemäß Organisationsbefehl Nr. 344/2004 vom 22. Oktober 2003)

## Wappen der Einheiten

Wappen von PzBtl 203
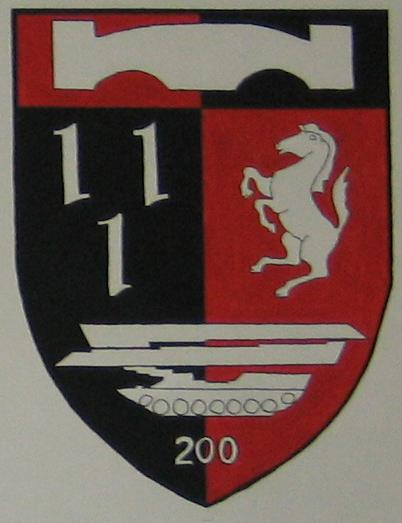
Wappen von PzPiKp 200
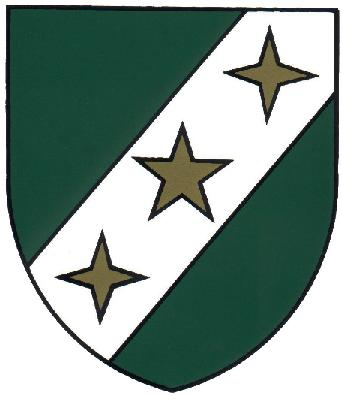
Wappen von PzGrenBtl 202
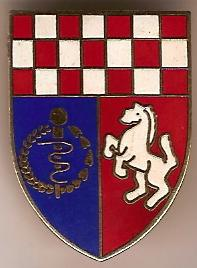
Wappen von SanRgt 22
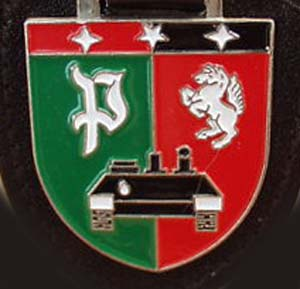
Wappen von PzJgKp 200

## Traditionsraum
In einem der ehemaligen Kasernengebäude wurde ein Traditionsraum eingerichtet, in dem Bilder aus der militärischen Geschichte gezeigt und Informationen bereitgestellt werden. Im selben Block befindet sich auch die Gedenkstätte zum Stammlager VI A.